# Mollaaahmetler, Babadağ
Mollaahmet là một xã thuộc huyện Babadağ, tỉnh Denizli, Thổ Nhĩ Kỳ. Dân số thời điểm năm 2010 là 835 người.